# Lycosa singoriensis
Lycosa singoriensis är en spindelart som först beskrevs av Erich Laxmann 1770.  Lycosa singoriensis ingår i släktet Lycosa och familjen vargspindlar. Inga underarter finns listade i Catalogue of Life.